# Тамада

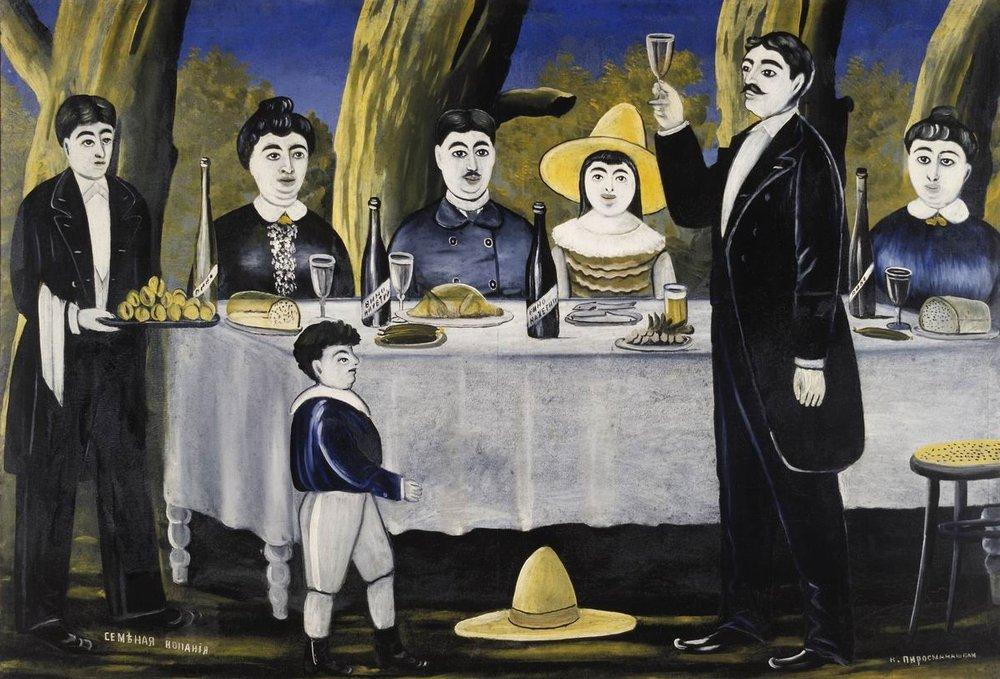
Картина Нико Пиросмани, изображающая грузинского тамаду

Тамада́ (груз. თამადა) — распорядитель пиршества, массового мероприятия, в более узком понимании — ведущий свадебной церемонии.
Тамада, как правило, избирается организаторами либо участниками мероприятия. В обязанности тамады входит установление порядка речей и тостов, организация и контроль выступлений артистов. Тамада не употребляет спиртные напитки сам или употребляет их в гораздо меньшем количестве, чем гости. Во многих странах существовали традиции подобного рода.
В постсоветское время традиции тамады распространились по всем республикам Советского Союза.

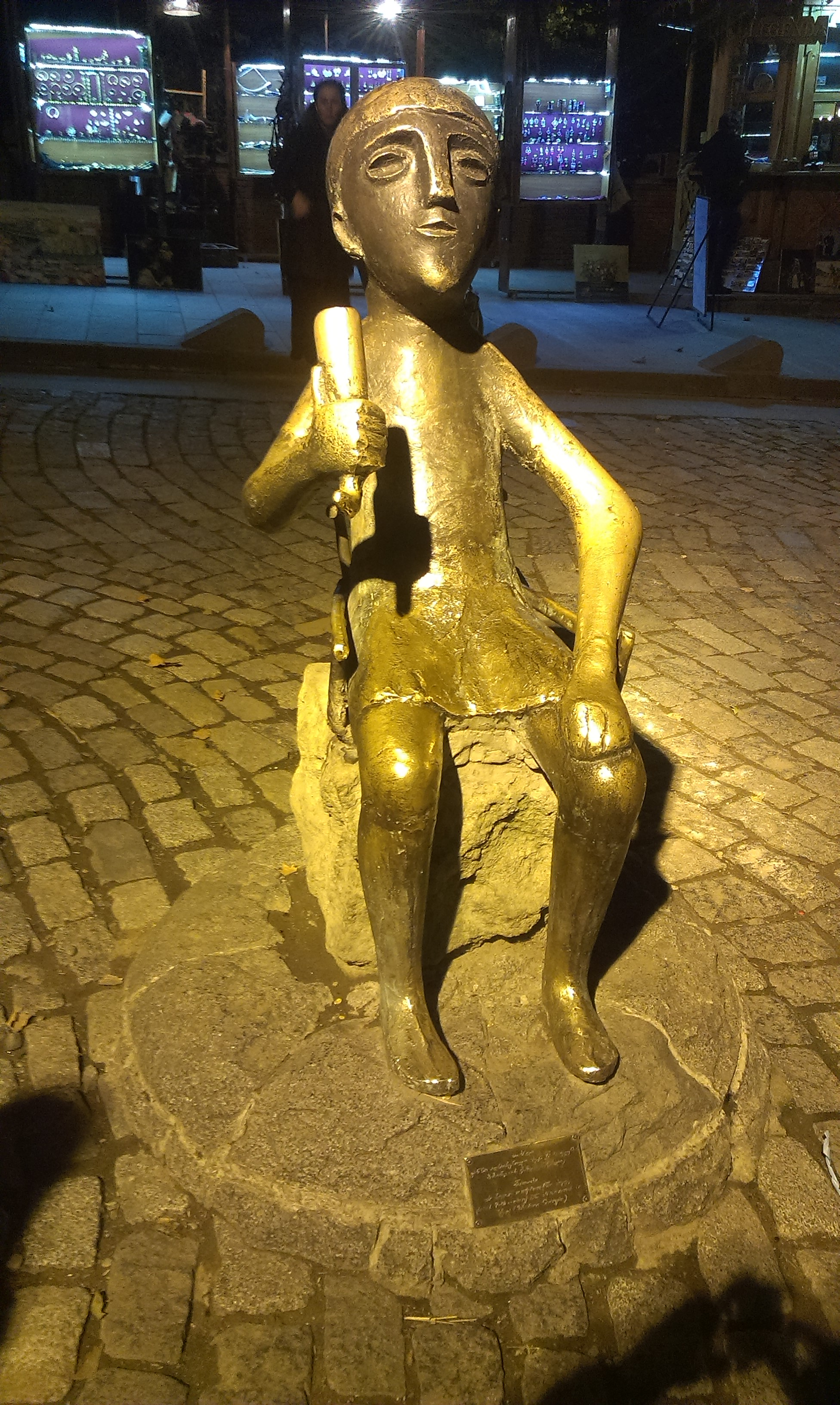
Статуя тамады

Слово «тамада» в грузинском языке (груз. თამადა), возможно, произошло от перс. dāmād‎ — «зять, жених», по другой версии — от адыг. тхьаматэ — «лидер, начальник».
В Тбилиси у выхода улицы Шардени к улице Сиони установлена фигурка тамады из бронзы — увеличенная копия той, сделанной еще в VII до н. э., которую нашли археологи во время раскопок в Западной Грузии.